# Marc Albini
Marc Albini (en llatí Marcus Albinius, també mencionat com Lucius Albinius) va ser un plebeu que l'any 390 aC, després de la derrota dels romans a Àl·lia, va escortar a la seva dona i fills en un carro cap a fora de la ciutat i va coincidir al Janiculus amb els sacerdots i les vestals que portaven els objectes sagrats. Llavors va fer baixar a la seva família del vehicle i va carregar totes les coses que va poder per a ajudar en el seu transport fins a la ciutat de Caere.
Un cònsol de l'any 379 aC mencionat per Livi com a M. Albinius és probablement la mateixa persona.